# قرية الموت لليهود

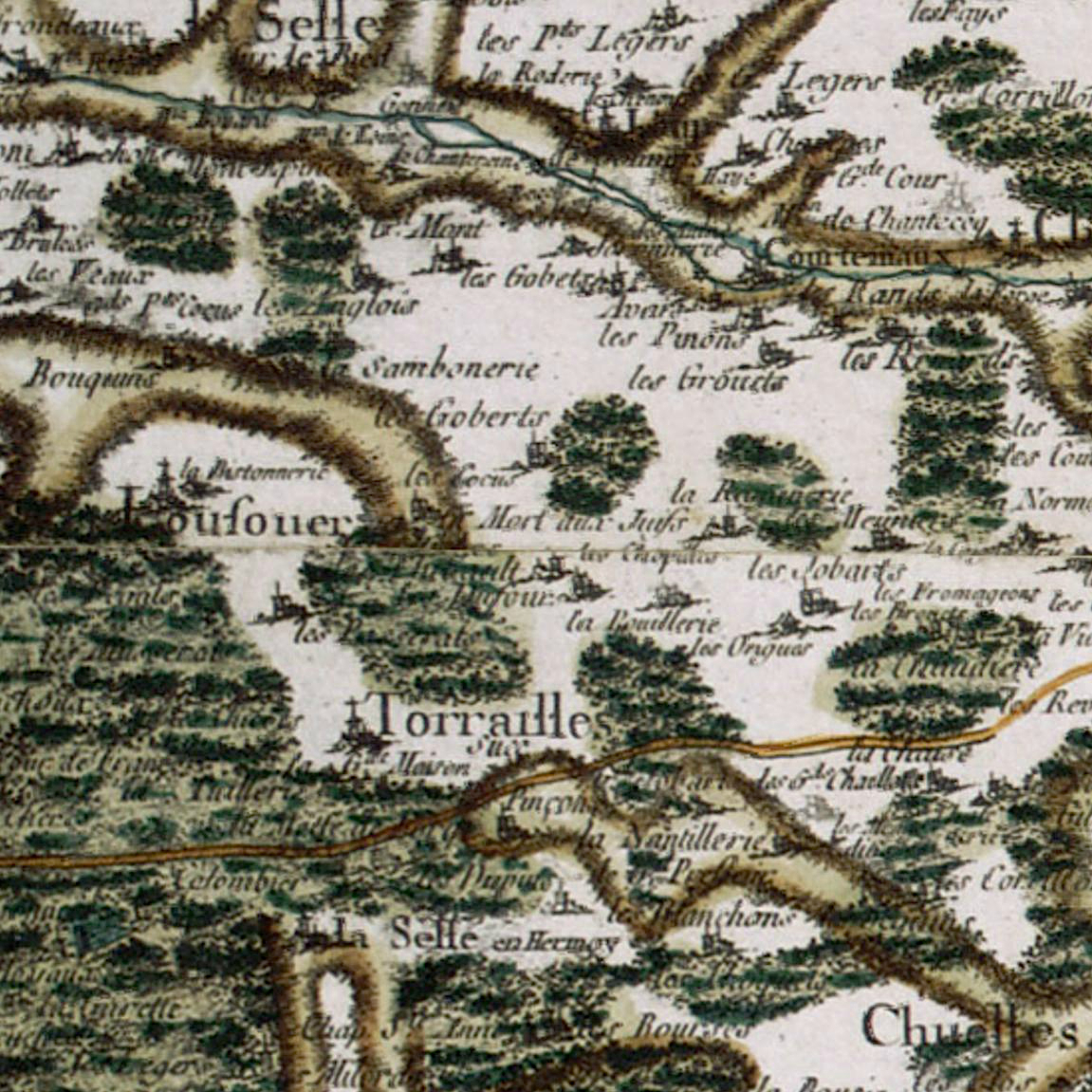
قرية الموت لليهود على خريطة كاسيني سنة 1757

الموت لليهود   هي قرية فرنسية يرجع إسمها للقرن 11 بسبب الحملات الصليبية التي كانت وراء طرد اليهود من فرنسا أي منذ مايقرب 70 سنة ، وتقع القرية في بلدية كورتيمو الفرنسية بإقليم لواريت وسط سانتر تماماً في طريق بلدية لوزوير الفرنسية ، وتبعد القرية نحو مسافة 100 كيلومتر جنوب العاصمة باريس.
وبناء على طلب من مركز سيمون فيزنتال اليهودي في الولايات المتحدة لوزير الداخلية برنار كازنوف، قرر بعض مستشاري مجلس المدينة النظر في إمكانية دراسة تغيير اسم القرية  إلي «قرية طائر القيق»، لكن لحد الآن جل المحاولات باءت بالفشل 